# Gwendolyn Lizarraga
Gwendolyn Margaret Lizarraga, née le 11 juillet 1901 et morte le 9 juin 1975, parfois appelée Madame Liz, est une femme d'affaires, militante des droits des femmes et femme politique bélizienne.
Dirigeante d'entreprise, Gwendolyn Lizarraga s'engage en faveur de l'égalité salariale mais ne parvient pas à la généraliser.
Elle milite pour les droits des femmes, parcourt le pays pour les sensibiliser et crée deux associations féminines. Afin de permettre la légalisation du suffrage féminin, elle les incite à économiser et organise pour elles l'achat de parcelles, pour qu'elles deviennent propriétaires et puissent alors avoir accès au droit de vote. Dans le domaine de l'éducation, elle crée des écoles secondaires.
Elle est la première femme élue à l'Assemblée législative du Honduras britannique (devenue la Chambre des représentants du Belize) et la première femme ministre d'un gouvernement du Honduras britannique, l'actuel Belize. Elle est ministre de l'Éducation, du Logement et des Services sociaux de 1961 à 1974, et engage notamment des projets de construction de logements à loyer modéré.
Elle est membre de l'ordre de l'Empire britannique. Une école, plusieurs rues et un prix féminin portent son nom ; un timbre-poste porte son effigie.

## Biographie

### Famille et formation
Gwendolyn Margaret Smith naît le 11 juillet 1901. Elle est la fille de Sidney Smith et de Guadalupe Baeza, qui habitent dans le village de Maskall, au Honduras britannique. Elle fréquente l'école primaire M. Datsun, puis l'école primaire St. Mary's et l'académie St. Catherine. En 1926, elle épouse le photographe Victor Manuel Lizarraga ; ils ont cinq enfants.

### Femme d'affaires
Gwendolyn Lizarraga devient femme d'affaires. Elle exploite une ferme prospère de chicle et d'acajou. Elle mène ses affaires en inspectant les camps de chicle et d'acajou, en ignorant les conventions usuelles, conduisant elle-même une Land Rover, portant des pantalons, une arme à feu avec elle et fumant des cigarettes. Elle est très franche et de caractère autoritaire, pas du tout intimidée dans ses relations avec de grandes entreprises comme Wrigley’s, Castillo et Thurton. Elle est également connue comme une employeuse compatissante, en faveur de l'égalité salariale. En 1943, après la création du syndicat hondurien britannique (BHTU), Gwendolyn Lizarraga est invitée comme oratrice à une réunion qui se tient en avril de la même année. Elle appelle à inclure des mesures de protection pour les travailleuses, ainsi que l'égalité des salaires. Mais bien que les participants masculins l'aient approuvée lors de son discours, lorsque deux mois après ils votent au sujet des normes de salaire minimum, les femmes en sont exclues.

### Actions pour le droit de vote des femmes et l'éducation
À partir des années 1950, Gwendolyn Lizarraga œuvre dans plusieurs domaines pour promouvoir les droits des femmes. En 1953, elle est nommée au poste d'officier porte-parole féminin par le Département du développement social. En 1954, elle parcourt le pays en incitant les femmes à s'organiser politiquement, en commençant par sa région d'origine, autour du village de Maskall. De là, elle voyage au nord jusqu'à Orange Walk Town, puis à Sand Hill, Benque Viejo et enfin à l'extrême sud, à Punta Gorda. En 1959, elle forme le United Women's Group (UWG, Groupe des femmes unies) avec 900 femmes de tout le pays, avec pour objectif l'autonomisation des femmes sur les plans culturel, économique et politique. À cette fin, elle est l'une des cofondatrices de la United Women's Credit Union, encourageant les femmes à épargner, « même si elles ne peuvent se permettre que 0,25 $ par semaine ».
Prenant acte du fait que seuls les propriétaires fonciers ont accès au droit de vote au Honduras britannique à l'époque, « Madame Liz » déploie des efforts particuliers pour aider les femmes à acquérir des propriétés. Elle emmène des femmes de l'UWG au Département des terres pour obtenir des concessions de terres, mais il leur est répondu qu'il n'y a pas de terres disponibles. En parcourant les marais, Gwendolyn Lizarraga étudie et crée une carte des parcelles qui peuvent être disponibles pour les femmes. Elle apporte ensuite sa carte de parcelles au Département des terres pour l'enregistrement. Ces parcelles pour femmes sont situées dans ce qui est aujourd'hui la circonscription de Collet, entre les rues Curassow, Elston-Kerr et Gibnut, délimitée par North Creek. De même, lorsque les enfants se voient refuser l'accès à l'éducation parce qu'il n'y a pas de budget pour préparer un terrain et construire une école dans leur quartier pauvre et populaire, Madame Liz et les femmes de l'UWG commencent à nettoyer les mangroves des marais avec des scies à deux mains. Des ouvriers du Département des travaux publics rejoignent plus tard les femmes pour les aider, ce qui aboutit à la construction de deux nouveaux établissements, les écoles secondaires no 1 et no 2 de Belize, qui sont plus tard rebaptisées Edward P. Yorke School et Gwen Lizarraga High School.

### Première femme députée
L'année 1961 est marquée par les premières élections nationales auxquelles les femmes sont autorisées à se présenter. En avril de la même année, Gwendolyn Lizarraga devient la première femme élue à l'Assemblée nationale du Honduras britannique. Elle remporte la circonscription de Pickstock avec 69 % des voix.

### Première femme ministre
À la suite de ce succès électoral, elle est nommée ministre de l'Éducation, du Logement et des Services sociaux, ce qui fait d'elle également la première femme ministre du pays. Elle est réélue en 1965 et 1969, et de nouveau nommée à chaque fois ministre de l'Éducation, du Logement et des Services sociaux. En 1969, elle dirige un projet de construction de logements à loyer modéré dans les quartiers de King's Park, de Lake Independence et de Queen's Square. Gwendolyn Lizarraga s'oppose fermement à l'octroi de concessions de casinos dans le pays et fait part de ses préoccupations sur le sujet.
Elle n'est pas candidate à la réélection en 1974, et quitte ses fonctions peu de temps avant la maladie qui va l'emporter. Son fils Adolfo lui succède au siège de Pickstock.
En plus de sa vie publique, Gwendolyn Lizarraga est joueuse d'échecs et elle aide à organiser le premier club d'échecs du pays. Elle travaille également à répertorier et sauvegarder les traditions folkloriques et elle se fait chorégraphe pour contribuer à la renaissance des danses Mestizada.
Elle meurt le 9 juin 1975 et est enterrée au Lord's Ridge Cemetery de Belize City.

## Reconnaissance
Gwendolyn Lizarraga est commémorée de nombreuses façons. Le lycée Gwendolyn Lizarraga (Gwendolyn Lizarraga High School) est nommé en son honneur et offre à la fois des cours secondaires et tertiaires dans un programme organisé en collaboration avec l'université du Belize (en).
Plusieurs rues portent son nom, comme Madam Liz Avenue à Belize City et Gwen Lizarraga Street, également à Belize City. En 1992, dans le cadre d'une série commémorative, un timbre-poste est émis avec sa photographie.
Le prix « Madame Liz » est décerné chaque année par le Caucus politique des femmes du Belize à la femme dont le travail a été exemplaire pour améliorer la situation des femmes et des enfants béliziens.